# Little Inagua Island
Little Inagua Island är en ö i Bahamas.   Den ligger i distriktet Inagua, i den sydöstra delen av landet, 600 km sydost om huvudstaden Nassau. Arean är 126 kvadratkilometer.
Terrängen på Little Inagua Island är mycket platt. Öns högsta punkt är 29 meter över havet. Den sträcker sig 15,2 kilometer i nord-sydlig riktning, och 17,1 kilometer i öst-västlig riktning.
Omgivningarna runt Little Inagua Island är en mosaik av jordbruksmark och naturlig växtlighet.